# Guyonne de Breüil
Guyonne de Breüil, död efter 1562, var en fransk hovfunktionär. Hon var Dame d'atours till Maria Stuart mellan 1553 och 1562. 
Guyonne de Breüil var dotter till Henri Lyonnet de Breil, seigneur de Paluau, och Anne de Baudreuil. Hon gifte sig 1527 med Jean de Beaucaire, sieur de Puyguillon or Puiguillon (1505-1578). 
Hennes make var 1552-1574 överhovmästare till Maria Stuart. Själv efterträdde hon Mahanet de Essartz, Dame de Curel, som  Dame d'atours, 1553-1562. Deras dotter Marie de Beaucaire var hovfröken åt Maria. 
Paret tillhörde de ur Marias franska personal som valde att följa med henne till Skottland 1561. Det noteras att de besökte Frankrike 1562. Det är dokumenterat att hennes make återvände till Skottland och var anställd hos Maria till 1574, men oklart om Guyonne gjorde det. 